# Gregg Turkington
Gregg Turkington (nacido el 25 de noviembre de 1967) es un animador, actor, músico y escritor estadounidense nacido en Australia. Es conocido por sus actuaciones como Neil Hamburger, un personaje de stand-up que desarrolló en la década de 1990. Junto a Tim Heidecker, Turkington también interpreta una versión ficticia de sí mismo en la serie web de comedia On Cinema (2011). Además, formó la mitad de la banda Zip Code Rapists y ha colaborado en numerosos proyectos con músicos como Trey Spruance (Mr. Bungle, Secret Chiefs 3).
En la década de 1990, Turkington dirigía un sello independiente, Amarillo Records, que distribuía sus álbumes originales y los álbumes de otros artistas de la escena punk de San Francisco. En 2015, interpretó una variante del personaje de Neil Hamburger para el largometraje dramático Entertainment, dirigido por Rick Alverson, y posteriormente dio sus primeras entrevistas como él mismo en lugar de una personalidad asumida. Turkington también fue un actor de voz habitual en la serie Gravity Falls de Disney XD y tuvo papeles menores en las películas del Universo cinematográfico de Marvel Ant-Man (2015) y Ant-Man and the Wasp: Quantumania (2023).

## Carrera

### Carrera temprana
Turkington saltó a la fama a mediados de la década de 1980 como editor del fanzine clandestino Breakfast Without Meat, que llevó la respetabilidad punk a artistas musicales "cuadrados" como Tiny Tim, Jimmy Webb, 101 Strings y Richard Harris a través de artículos destacados. Un colaborador frecuente de la revista fue Derrick Bostrom de Meat Puppets.
En la década de 1980, Turkington también actuó en oscuras bandas de San Francisco como Caroliner, Hello Kitty on Ice y Bean Church, y trabajó en Subterranean Records, contribuyendo con ilustraciones y grabaciones en vivo para el álbum Public Flipper Limited Live 1980-1985 de Flipper.
A principios de la década de 1990, Turkington operaba el sello Amarillo Records, que lanzó obras de muchos artistas de la escena musical de vanguardia post-punk de San Francisco. Fue miembro de The Easy Goings, Totem Pole of Losers y Zip Code Rapists (con John Singer). Colaboró con Trey Spruance de Mr. Bungle en The Three Doctors, Faxed Head (con James Goode, Trey Spruance y Phil Franklin), Secret Chiefs 3, Colonel Truth (con Brandan Kearney y Rebecca G. Wilson) y The Bon Larvis Band. Muchas de estas bandas aparecieron en el CD recopilatorio de Amarillo Records de 1996, You Gan't Boar Like An Eabla When You Work With Turkrys, junto con Sun City Girls, Thinking Fellers Union Local 282, US Saucer, Harvey Sid Fisher, Dieselhed, y el fundador de la Iglesia de Satán Anton Szandor LaVey. También fue mánager de giras tanto para Link Wray como para Mr. Bungle. Contribuyó con la voz principal en dos pistas de Secret Chiefs 3.
A finales de la década de 1990, Turkington abandonó Amarillo Records y todos sus proyectos musicales y se mudó a Melbourne, Australia, donde vivió hasta 2003. Desde entonces, ha escrito el libro Warm vozs Rearranged: Anagram Record Reviews con el exalumno de Three Doctors Brandan Kearney, también de World of Pooh, Caroliner y Archipelago Brewing Co. Fue editor colaborador de la versión británica de Maxim en 2005 y 2006, así como al libro de Johan Kugelberg de 2013 Enjoy The Experience: Homemade Records 1958–1992.
En 2005 y 2006, después de diez años de inactividad, su dúo musical Zip Code Rapists hizo un puñado de espectáculos de reunión, actuando en San Francisco, Saint Paul, Minnesota, Toronto y Montreal.
Ha proporcionado varias voces para las series animadas Las maravillosas desventuras de Flapjack, Aqua Teen Hunger Force, Adventure Time, Sanjay y Craig y Gravity Falls. Un guion parodia titulado "Bicycle Built for Two", que fue coescrito con Tim Heidecker, se publicó en el número 36 de McSweeney en diciembre de 2010.
Turkington aparece en el drama independiente de larga duración The Comedy, dirigido por Rick Alverson y protagonizado por Tim Heidecker. La película se estrenó en el Festival de Cine de Sundance en enero de 2012.

### Era deOn Cinema
Tim Heidecker y Gregg Turkington protagonizan la serie web On Cinema at the Cinema de Adult Swim, donde interpretan a un par de desafortunados críticos de cine. La personalidad de Turkington en la serie es la de un experto en cine que se describe a sí mismo, aunque rara vez brinda críticas útiles, elogia películas olvidables y, a menudo, no responde correctamente preguntas simples de trivia. La serie ha durado trece temporadas hasta el momento, con apariciones especiales de Jimmy McNichol, Joe Estevez, Sally Kellerman, Candy Clark, Peyton Reed y John Aprea. En 2013, se lanzó la aplicación On Cinema Film Guide, que presenta las voces de Turkington y Heidecker revisando más de 17 000 películas. Turkington también coprotagoniza como el agente especial Kington en la serie derivada de On Cinema at the Cinema, Decker.
Turkington tuvo un papel en la película Ant-Man de Marvel Studios de 2015. Apareció en el final de la serie de CSI: Crime Scene Investigation como el sospechoso del atentado con bomba Lawrence Territo.
En 2022, Turkington apareció como su personaje de On Cinema en el episodio sobre El mago de Oz de la serie documental de películas de Shudder Cursed Films.

## Neil Hamburger
Turkington es más conocido por crear al anti-comediante Neil Hamburger. En 1992, Turkington lanzó un álbum de llamadas telefónicas de broma con varias pistas que presentaban una versión temprana del personaje y poco después comenzó a desarrollar una personalidad de comediante. El personaje constantemente se aclara la garganta mientras cuenta chistes fuera de ritmo que, en su mayor parte, fallan. La marca única de comedia de Neil ha emocionado, perplejo y repelido al público en todo el mundo. Desde 1998, ha lanzado varios discos en el sello discográfico Drag City.
En la década de 2000, apareció en Jimmy Kimmel Live!, Tom Green Live, Tim and Eric Awesome Show, Great Job! y Red Eye de Fox News. También apareció en el cortometraje Left For Dead en Malasia, y tuvo un breve cameo en la película de 2006 Tenacious D in The Pick of Destiny . El personaje de Neil Hamburger interpreta el papel de Osric en la película de 2014, Hamlet A.D.D., una versión animada y de acción en vivo de Hamlet de William Shakespeare. Se rumoraba que aparecería en su personaje de Neil Hamburger en la película de comedia Paul de Greg Mottola de 2011, pero finalmente no lo hizo.
Turkington coescribió y protagonizó la película Entertainment de 2015, dirigida por Rick Alverson, con un elenco de apoyo que incluía a John C. Reilly, Tye Sheridan, Lotte Verbeek, Amy Seimetz, Michael Cera, David Yow y Annabella Lwin. La película se estrenó en el Festival de Cine de Sundance en enero de 2015. Si bien no tiene nombre, el personaje de la película es una clara adaptación del personaje de Hamburger.

## Vida personal
Turkington nació en Darwin, Territorio del Norte, Australia, de padres estadounidenses, y creció en Tempe, Arizona y San Francisco, California. Vive en Los Ángeles con su esposa, Simone Turkington. Él es vegano.

## Filmografía

### Televisión
| Año       | Título                                   | Personaje                                                                     | Notas                                                                                                 |
| --------- | ---------------------------------------- | ----------------------------------------------------------------------------- | --- |
| 2007–2008 | Tim and Eric Awesome Show, Great Job!    | Egg-Zackly Guy / Neil Hamburger                                               | 2 episodios                                                                                           |
| 2008      | Tom Green's House Tonight                | Neil Hamburger                                                                | Episodio: "6 February 2008"                                                                           |
| 2009      | Free Radio                               | Neil Hamburger                                                                | Episodio: "Lance's Posse"                                                                             |
| 2009      | Bob Esponja                              | Operador de Cámara (voz)                                                      | Episodio: "Atrapados en el congelador"                                                                |
| 2009–2010 | Las maravillosas desventuras de Flapjack | Varias voces                                                                  | 12 episodios                                                                                          |
| 2010      | The New Big Ball With Neil Hamburger     | Neil Hamburger                                                                | Piloto no emitido; escritor y productor                                                               |
| 2011      | Aqua Teen Hunger Force                   | Wi-tri (voz; como Neil Hamburger)                                             | Episodio: "Wi-tri"                                                                                    |
| 2012–2016 | Gravity Falls                            | Toby Determined                                                               | 16 episodios y el corto Mabel's Guide to Life                                                         |
| 2012      | Pick-a-Split                             | Neil Hamburger                                                                | Show de juegos; presentador                                                                           |
| 2012      | Adventure Time                           | Chipler / Shrub (voz)                                                         | 2 episodios                                                                                           |
| 2013      | Think Talk                               | Neil Hamburger                                                                | Episodio: "Neil Hamburger"                                                                            |
| 2014      | Tom Green Live!                          | Neil Hamburger                                                                | Episodio: "Season 2, Episode 10"                                                                      |
| 2014      | Comedy Bang! Bang!                       | Drinking Man                                                                  | Episodio: "Rob Corddry Wears Tan Dress Shoes & Red Socks"                                             |
| 2014–2020 | Decker                                   | Jonathan Kington, Trooper Walker, Gregg Turkington, Bar Patron, Tripp Spencer | 48 episodios & 2 especiales; también escritor; director sin acreditar para 4 episodios y 2 especiales |
| 2015      | Sanjay y Craig                           | D.I.N.K. (voz)                                                                | Episodio: "Dangerous Debbie/D.I.N.K."                                                                 |
| 2015      | CSI: Crime Scene Investigation           | Lawrence Territo                                                              | Episodio: "Inmortalidad"                                                                              |
| 2017      | Clarence                                 | Greg / Square Dad / Punk (voz)                                                | Episodio: "Rock Show"                                                                                 |
| 2017      | Too Loud                                 | Miz Abbott                                                                    | 5 episodios                                                                                           |
| 2019      | Tigtone                                  | Blood King / Fire King / Shadow King (voz)                                    | Episodio: "...And Those Elemental Kings"                                                              |
| 2022      | Cursed Films                             | Gregg Turkington                                                              | Episodio: "El mago de Oz"                                                                             |

### Películas
| Año  | Título                                            | Personaje            | Notas                           |
| ---- | ------------------------------------------------- | -------------------- | ------------------------------- |
| 1993 | Terminal USA                                      | Six                  |                                 |
| 2003 | Neil Hamburger Live at the Phoenix Greyhound Park | Neil Hamburger       |                                 |
| 2006 | The Amazing Adventures of Pleaseeasaur            | Neil Hamburger       |                                 |
| 2006 | Tenacious D in The Pick of Destiny                | Neil Hamburger       |                                 |
| 2009 | Coco Lipshitz: Behind the Laughter                | Neil Hamburger       | Cortometraje                    |
| 2010 | The Great Intervention                            | Josh (voz)           |                                 |
| 2012 | The Comedy                                        | Bobby                |                                 |
| 2014 | Hamlet A.D.D.                                     | Osric                |                                 |
| 2014 | The Begun of Tigtone                              | The Cave Demon (voz) |                                 |
| 2015 | Entertainment                                     | The Comedian         | Protagonista, coescritor        |
| 2015 | Ant-Man                                           | Dale                 |                                 |
| 2018 | A Futile and Stupid Gesture                       | Advertiser           |                                 |
| 2019 | Mister America                                    | Gregg Turkington     | También coproductor, coescritor |
| 2023 | Fremont                                           | Dr. Anthony          |                                 |
| 2023 | Ant-Man and the Wasp: Quantumania                 | Dale                 | [ 5 ]                           |
| 2024 | Christmas Eve in Miller's Point                   | Brooks               | [ 17 ]                          |

### Series web
| Año            | Título                             | Personaje        | Notas                                                       |
| -------------- | ---------------------------------- | ---------------- | ----------------------------------------------------------- |
| 2006–2007      | Poolside Chats with Neil Hamburger | Neil Hamburger   | Webcast en vivo; cocreador                                  |
| 2012 - present | On Cinema                          | Gregg Turkington | 13 temporadas y 8+ especiales. También escritor y productor |